# Sasovo (okres Ťačiv)
Sasovo, ukrajinsky Сасово, maďarsky Szálláspatak nebo Szászó, je obec ve Vulchovské vesnické komunitě, v okrese Ťačiv, v Zakarpatské oblasti na Ukrajině.